# Будущее в фантастике
Будущее в фантастике обычно делят на «близкое» и «далекое». Эти образы функционально различны: тогда как близкое будущее является объектом предсказаний в дидактическом (утилитарном или морализующем) ключе, описания далекого будущего носят эсхатологический характер, поскольку имеют дело с конечной целью развития и предназначением человечества.
Отдаленное будущее начинает изображаться намного раньше: во второй половине XVIII века возникает просветительская утопия, ориентированная на выработанное просветителями же понятие прогресса (наиболее влиятельная из них — «Год 2440» Луи Себастьена Мерсье), которая уже в начале XIX века банализируется до показа «чудес техники» вне связи с социальной стороной (например, у Фаддея Булгарина).
Ближайшее будущее становится предметом литературы лишь тогда, когда зарождается понимание, что уже при жизни нынешних поколений возможны гигантские перемены, которые повлияют на жизнь каждого человека. Фантастика здесь примерно на двадцать лет опередила первые опыты научной футурологии: классическое произведение о будущей войне, «Битва при Доркинге» Джорджа Чесни (вызвавшее многочисленные подражания), вышло в 1871 году.

## Близкое будущее
Близкое будущее изображают советская «фантастика ближнего прицела» и англоязычная «приземлённая фантастика» (Mundane science fiction), политические сатиры и триллеры.

## Далёкое будущее
По умолчанию принимается, что средой действия в далеком будущем должна быть (в той или иной форме) межзвёздная цивилизация. По преимуществу она устроена по аналогии с Римской империей (эта модель восходит в конечном счёте к Транторианской империи у Айзека Азимова). Все космические оперы используют эту референтную рамку, так как она даёт широкие возможности развивать сюжет, не задерживаясь на описаниях.

### Произведения
- Герберт Уэллс, «Машина времени»
- Уильям Хоуп Ходжсон, «Дом на границе»
- Джордж Бернард Шоу, «Назад к Мафусаилу»
- Дж. Б. С. Холдейн, «Страшный суд»
- Олаф Стейплдон, «Последние и первые люди»
- Джон Кемпбелл, «Сумерки» (рассказ)
- Джин Вулф, «Книга Нового Солнца»
- Джеймс Блиш, «Летний век»
- Джон Краули, «Моторное лето»
- Кларк Эштон Смит, «Зотика»
- Джек Вэнс, «Умирающая Земля»
- Джек Вэнс, «Последний замок»
- Генри Каттнер и Кэтрин Мур, «Последняя цитадель Земли»
- Артур Кларк, «Город и звезды»
- Брайан Олдис, «Теплица»
- Сэмюэл Дилэни, «Драгоценности Аптора»
- Майкл Муркок, «Танцоры на краю времени» (цикл)
- Роберт Силверберг, «Сын человеческий»